# Dimethylacetylendikarboxylát
Dimethylacetylendikarboxylát (zkráceně DMAD) je organická sloučenina se vzorcem CH3O2CC2CO2CH3. Jedná se o diester, jehož esterové skupiny jsou navázány na trojnou vazbu mezi dvěma uhlíky (C≡C); v důsledku toho je molekula silně elektrofilní, a tak se často používá jako dienofil při cykloadicích, jako jsou Dielsovy-Alderovy reakce; také jde o vhodný Michaelův akceptor. Využití má například v rámci výroby léčiva nedokromilu.

## Příprava a výroba
DMAD se získává vícekrokově, přičemž prvním krokem je bromace kyseliny maleinové. Poté následuje dehydrohalogenace vzniklé kyseliny dibromjantarové hydroxidem draselným za vzniku kyseliny acetylendikarboxylové. Tato kyselina se esterifikuje methanolem za katalýzy kyselinou sírovou: